# Kathedrale von Maribor

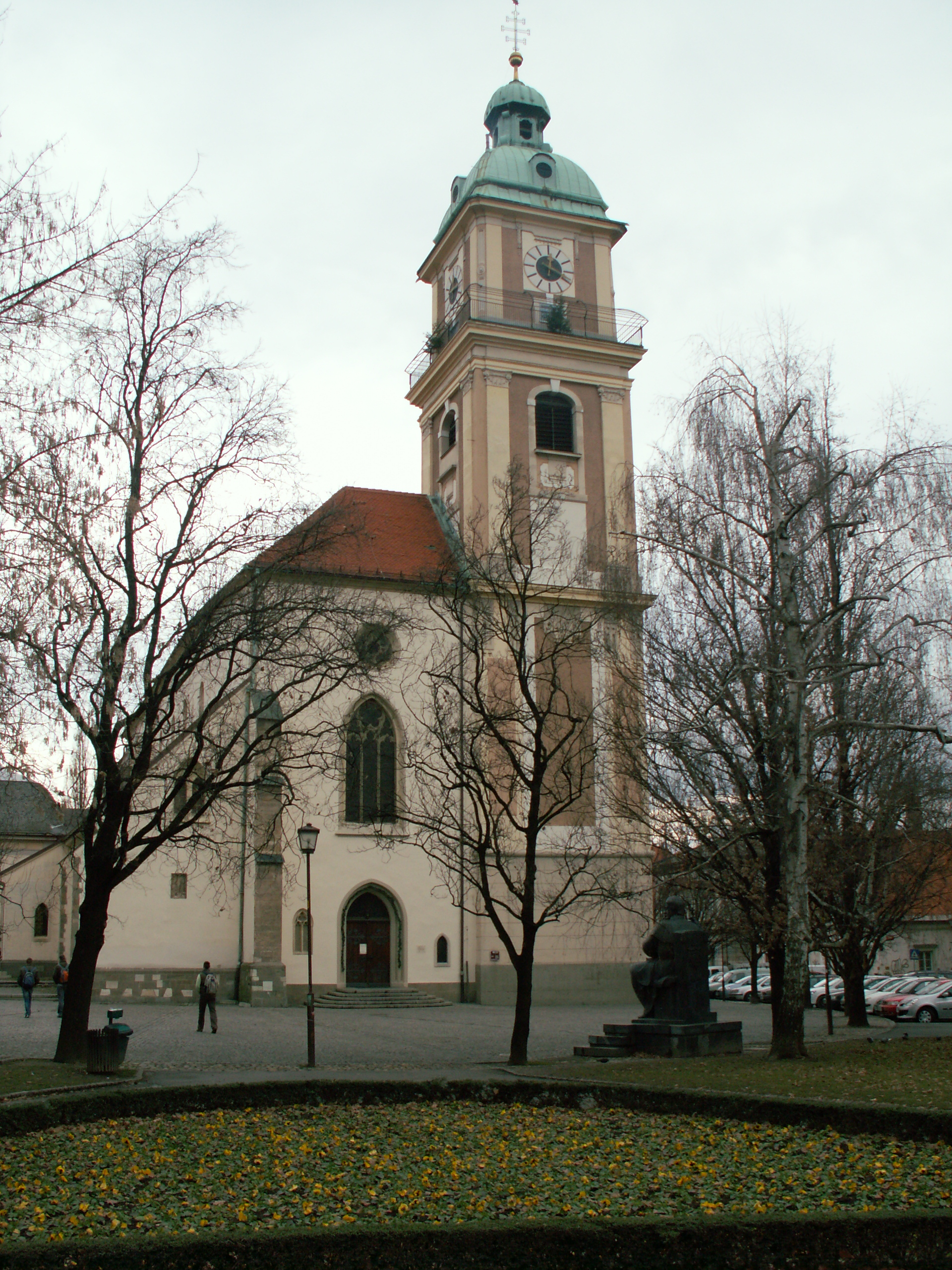
Außenansicht

Die Kathedrale St. Johannes der Täufer (slowenisch Stolnica svetega Janeza Krstnika) in der Stadt Maribor (Slowenien) ist die Bischofskirche des Erzbistums Maribor der römisch-katholischen Kirche in Slowenien.
Die Kirche wurde 1248 im romanischen Stil errichtet. Im 14. Jahrhundert wurde der Chor verlängert und gotisiert. Das Kirchenschiff wurde im 15. Jahrhundert umgebaut, so dass sich der Dom heute komplett gotisch zeigt. Die barocken Kapellen wurden im 16. und 18. Jahrhundert angefügt.
Den ursprünglichen Glockenturm schuf Paolo Porta im Jahre 1623. Nachdem Ende des 18. Jahrhunderts ein Blitz eingeschlagen war, wurde er durch einen klassizistischen 57 Meter hohen Turm ersetzt. Er ist begehbar und dient heute als Aussichtsturm über die Stadt.
Jozef Holzinger schuf das Chorgestühl, das 1771 fertiggestellt wurde. Vergoldete Reliefs zeigen Szenen aus der Legende Johannes des Täufers. Hier befinden sich auch die Kathedra und eine Statue des seliggesprochenen Bischofs Anton Martin Slomšek. Er verlegte den Bischofssitz von St. Andrä nach Maribor. Sein Grab befindet sich in der barocken Kreuzkapelle.
Die goldenen Leuchter des Langhauses wurden 1686 gefertigt und von den Fleischer-, Bäcker- und Goldschmiedezünften der Stadt gestiftet. Im Mittelschiff befinden sich zwei Bilder, wovon eines die Taufe Jesu zeigt, das andere Bild ist eine Kopie von Peter Paul Rubens Kreuzabnahme. Der Künstler der 1670 geschaffenen Kanzel ist unbekannt; sie zeigt jedoch die Heiligen Peter und Paul sowie die vier Evangelisten. Der Maria-Hilf-Altar stammt von 1699, die dazugehörende Marienstatue jedoch von 1500. 
Die Fresken an der Decke der Kreuzkapelle wurden 1775 vom Grazer Maler Josef Adam Mölk geschaffen. 
1898 erhielt die Kathedrale mit dem Herz-Jesu-Altar und dem Herz-Mariä-Altar zwei Nebenaltäre im neugotischen Stil nach Plänen von Hans Pascher.
1981 wurde eine neue Orgel in der Kirche installiert. Zur weiteren Ausstattung gehören auch die modernen Buntglasfenster des Presbyteriums, der Altar und das neue Predigtpult. Eines der Fenster ist ein Gedenkfenster und zeigt den Besuch Papst Johannes Pauls II. in Maribor.
Ursprünglich hingen im Turm vier Glocken, von denen zwei im Ersten Weltkrieg eingeschmolzen wurden. Die größte Glocke zerbrach 1921 während des Geläuts für den verstorbenen König Peter I. Daraufhin wurden vier neue Glocken bestellt, die wiederum im Zweiten Weltkrieg abgenommen wurden. Übriggeblieben ist nur die mittlere Glocke des originalen Geläuts mit einer Masse von 1660 kg und dem Hauptschlagton es′. Im Jahre 1989 goss die Glockengießerei Grassmayr in Innsbruck drei neue Glocken mit den Massen 2300 kg, 900 kg und 530 kg und den dazugehörigen Hauptschlagtönen c′, f′ und a′. Somit erklingt das aktuelle Geläute in der Disposition c′ – es′ – f′ – a′. Der Turm ist zugänglich. Man kommt an den Glocken vorbei, kann die ehemalige Türmerwohnung oberhalb der Glockenstube besichtigen und genießt vom Balkon des Turmes eine herrliche Aussicht auf Maribor und das Umland.
|  |  |  |  |  |  |  |

## Orgel

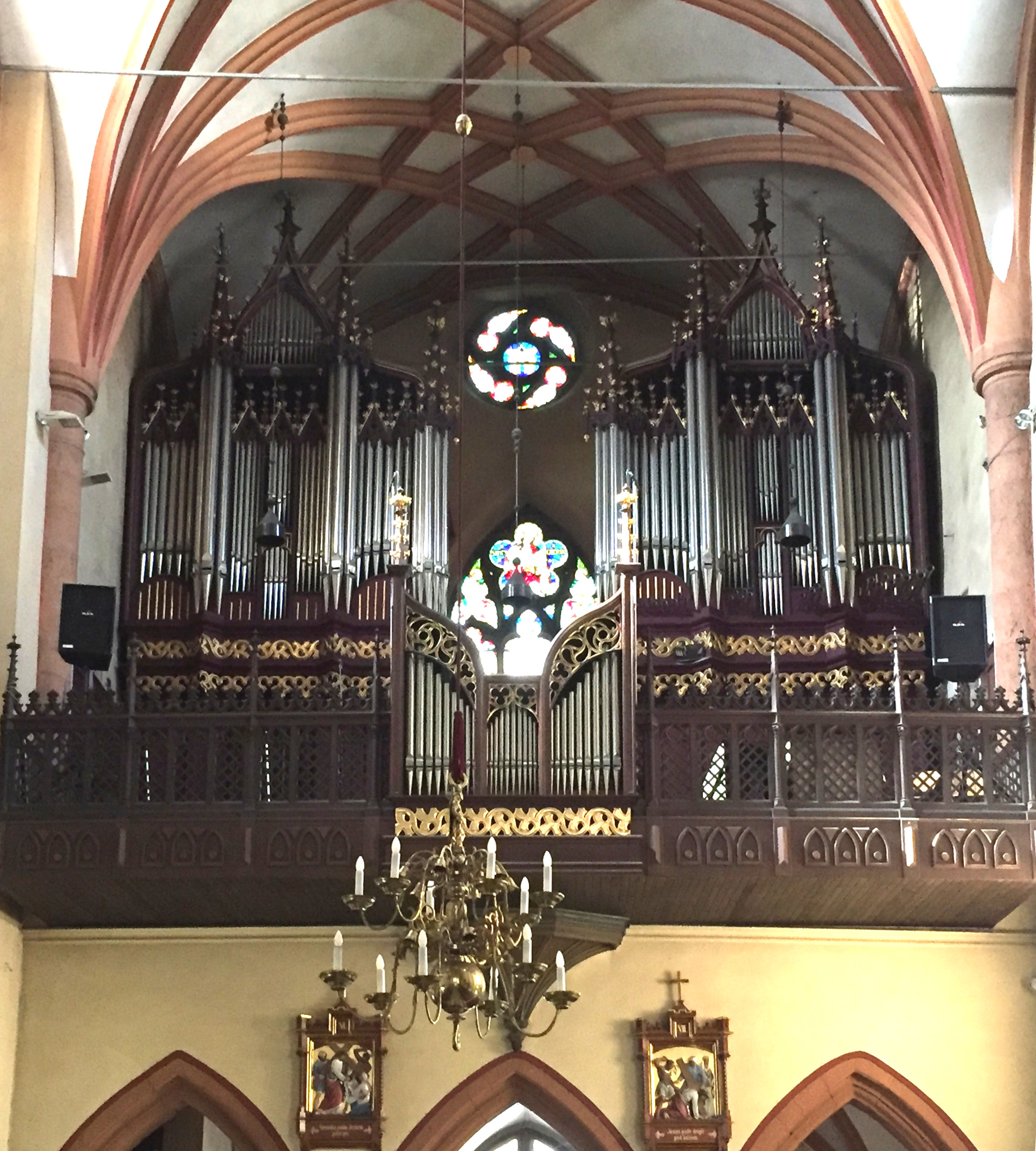
Orgelprospekt mit Rückpositiv

Die Orgel der Kathedrale von Maribor wurde 1981 durch die Fa. Walcker als op. 5742 erbaut und verfügt über folgende Disposition:
| I Rückpositiv C–c4 |        |
| Rohrflöte          | 8′     |
| Praestant          | 4′     |
| Blockflöte         | 4′     |
| Nasard             | 2 ⁄3′  |
| Gemshorn           | 2′     |
| Terz               | 1 3⁄5′ |
| Scharf IV          | 1′     |
| Krummhorn          | 8′     |
| Tremulant          |        |

| II Hauptwerk C–c4 |       |
| Gedackt           | 16′   |
| Prinzipal         | 8′    |
| Gedackt           | 8′    |
| Oktave            | 4′    |
| Quinte            | 2 ⁄3′ |
| Prinzipal         | 2′    |
| Mixtur V-VI       | 1 ⁄3′ |
| Trompete          | 8′    |

| III Schwellwerk C–c4 |       |
| Bordun               | 8′    |
| Salicional           | 8′    |
| Gamba                | 8′    |
| Oktave               | 4′    |
| Querflöte            | 4′    |
| Waldflöte            | 2′    |
| Larigot              | 1 ⁄3′ |
| Oktave               | 1′    |
| Zimbel III           | 1⁄2′  |
| Rankett              | 16′   |
| Schalmei             | 8′    |
| Tremulant            |       |

| Pedal C–f1    |       |
| Prinzipal     | 16′   |
| Subbass       | 16′   |
| Oktavbass     | 8′    |
| Metallgedackt | 8′    |
| Choralbass    | 4'    |
| Hintersatz IV | 2 ⁄3′ |
| Bombarde      | 32′   |
| Fagott        | 16′   |
| Trompete      | 8′    |
| Bajoncillo    | 4′    |

Koppeln:
I-II, III-II (im Tutti: Super III-II, Sub III-II), I-P, II-P, III-P.
Mechanische Spieltraktur, elektrische Registertraktur.